# Francesco Antonio Soddu
Francesco Antonio Soddu (Chiaramonti, 24 ottobre 1959) è un vescovo cattolico italiano, dal 29 ottobre 2021 vescovo di Terni-Narni-Amelia.

## Biografia
È nato a Chiaramonti, in provincia ed arcidiocesi di Sassari, il 24 ottobre 1959.

### Formazione e ministero sacerdotale
Dopo la maturità classica, ha conseguito il baccellierato in teologia e la licenza in teologia pastorale presso la Pontificia facoltà teologica della Sardegna.
Il 27 aprile 1985 è stato ordinato presbitero, nella cattedrale di San Nicola a Sassari, dall'arcivescovo Salvatore Isgrò.
È stato vicerettore del Pontificio seminario regionale di Cagliari dal 1985 al 1987 e poi del seminario arcivescovile di Sassari fino al 1996. Dopo essere stato direttore della Caritas diocesana dal 2005, nel 2012 è stato nominato direttore nazionale della Caritas Italiana, incarico che ha mantenuto fino alla nomina episcopale.
Il 27 ottobre 2012 è stato nominato da papa Benedetto XVI membro del Pontificio consiglio "Cor Unum".

### Ministero episcopale
Il 29 ottobre 2021 papa Francesco lo ha nominato vescovo di Terni-Narni-Amelia; succede a Giuseppe Piemontese, dimessosi per raggiunti limiti di età. Il 5 gennaio 2022 ha ricevuto l'ordinazione episcopale, nella cattedrale di Terni, dal suo predecessore Giuseppe Piemontese, co-consacranti l'arcivescovo di Sassari Gian Franco Saba e il vescovo Stefano Russo, segretario generale della Conferenza Episcopale Italiana. Durante la stessa celebrazione ha preso possesso della diocesi.
Il 10 novembre dello stesso anno è stato eletto segretario generale della Conferenza episcopale umbra.

## Genealogia episcopale
La genealogia episcopale è:
- Cardinale Scipione Rebiba
- Cardinale Giulio Antonio Santori
- Cardinale Girolamo Bernerio, O.P.
- Arcivescovo Galeazzo Sanvitale
- Cardinale Ludovico Ludovisi
- Cardinale Luigi Caetani
- Cardinale Ulderico Carpegna
- Cardinale Paluzzo Paluzzi Altieri degli Albertoni
- Papa Benedetto XIII
- Papa Benedetto XIV
- Papa Clemente XIII
- Cardinale Marcantonio Colonna
- Cardinale Giacinto Sigismondo Gerdil, B.
- Cardinale Giulio Maria della Somaglia
- Cardinale Carlo Odescalchi, S.I.
- Cardinale Costantino Patrizi Naro
- Cardinale Lucido Maria Parocchi
- Papa Pio X
- Cardinale Gaetano De Lai
- Cardinale Raffaele Carlo Rossi, O.C.D.
- Cardinale Amleto Giovanni Cicognani
- Cardinale Giovanni Benelli
- Cardinale Silvano Piovanelli
- Cardinale Gualtiero Bassetti
- Vescovo Giuseppe Piemontese, O.F.M.Conv.
- Vescovo Francesco Soddu

## Stemma e motto
Blasonatura
Di rosso mantellato d'oro: nel primo a tre burelle ondate sormontate da una stella d'argento; nel secondo a una torre al naturale, aperta e finestrata di tre del campo; nel terzo a un lupo rapace di nero, unghiato e lampassato del primo.
Descrizione
La stella, diffuso simbolo mariano nell'iconografia della Chiesa, è rappresentata sopra le onde del mare e assume quindi il significato della "Stella maris", uno dei tanti titoli assegnati a Maria, madre di Gesù. La torre vuole ricordare la diocesi di origine del vescovo, Sassari, il cui nome tradizionale è Turris (dalla prima sede episcopale paleocristiana dell'arcidiocesi ora nell'attuale città di Porto Torres) e, inoltre, il paese natale del vescovo, Chiaramonti, che nel proprio stemma reca l'immagine di questo antico edificio (come l'intera area del sassarese appartenne nel medioevo al Giudicato di Torres che aveva appunto il simbolo della torre). Il lupo è uno dei simboli di san Francesco e vuole pertanto rammentare il nome del vescovo.
I colori dello scudo sono l'oro e il rosso: l'oro è il primo tra i metalli nobili, simbolo quindi della prima delle Virtù: la Fede.
Motto
Le parole del motto episcopale "IN OMNIBUS CARITAS" sono tratte da un famoso detto latino: «In necessariis unitas, in dubiis libertas, in omnibus caritas» spesso attribuita, forse erroneamente, a Sant'Agostino d'Ippona e citata da papa Giovanni XXIII nella sua prima enciclica Ad Petri Cathedram. La traduzione italiana è: «Unità nelle cose necessarie, libertà in quelle dubbie, carità in tutte».